# Alex Maier (Künstler)
Alex Maier (* 8. Juli 1917 in Zürich; † 9. September 2005 in Basel) war ein Schweizer Grafiker, Zeichner, Maler und Kunstpädagoge.

## Leben und Werk
Alex Maier schloss seine Ausbildung zum Grafiker an der Allgemeinen Gewerbeschule Basel 1945 ab. Nach dem Zweiten Weltkrieg entschloss sich Maier, ermutigt durch Walter Bodmer, für die Laufbahn als freischaffender Künstler. Mit Bodmer blieb Maier zeitlebens befreundet.
Maier war 1946–1960 für das Larvenatelier Tschudin tätig und schuf u. a. zahlreiche Dekorationsmalereien für das Zyschdigfescht (Fastnachtsdienstag) in der Kunsthalle Basel. Ende der 1940er Jahre wurde Maier als jüngstes Mitglied in die Gruppe 33 aufgenommen. Als 1958 Walter Bodmer, Theo Eble und Adolf Weisskopf ihren Austritt gaben, schloss sich Maier ihnen an. Unter neuer Voraussetzung trat er der Gruppe später wieder bei. Neben Bodmer war Maier mit Carlo König befreundet.
Maier war Mitglied im Kreis 48. An der Kunstgewerbeschule Basel unterrichte Maier von 1957 bis zu seiner Pensionierung 1982 fast sämtliche zeichnerischen Fächer. Später wurde Maier der Nachfolger von Walter Bodmer und unterrichtete ausschliesslich Anatomie, Akt- und Kopfzeichnen.
Auf seinen zahlreichen Studienreisen u. a. zu den Liparischen Inseln, Lanzarote, La Palma, Holland, Ägypten und in die Vereinigten Staaten entstanden zahlreiche Werke.
Maier war mit Valery Heussler verheiratet.